# Los Chikos del Maíz
Los Chikos del Maíz és un grup de música rap valencià format pels MC Ricardo Romero «El Nega» i Toni Mejías «El Sucio». El grup és considerat un dels referents més destacats del rap polític en castellà. Les lletres de les seues cançons tracten temes com el terrorisme d'estat, la monarquia, l'explotació laboral, la cultura de masses o la realitat de l'escena hip-hop.
Els seus membres han definit el seu rap com a marxista i antifeixista, tant a través de les lletres de les seues cançons com en diferents entrevistes. Com a DJ han comptat, en diferents etapes, amb Loren D, Víctor Asins «Bokah» i Martin «Plan B».

## Trajectòria
En 2016 anunciaren la seua separació temporal. El seu darrer concert va ser el desembre de 2016 al Festivern celebrat a Tavernes de la Valldigna. Després d'aquesta aturada temporal, Los Chikos del Maíz retornaren l'any 2019 amb el disc Comanchería, el quart de la seva carrera, i amb la incorporació al grup del DJ Plan B.
L'any 2010 el grup fou acusat de ser pro-etarra i denunciats pels periòdics espanyolistes ABC i La Razón, encara que finalment la denúncia va ser arxivada.
El 2022, van presentar el llibre-disc Yes future, el seu treball discogràfic més arriscat combinant electrònica, funk, beats vuitanters, orgues Hammond i trombons. La música s'acompanya d'articles de César Rendueles, Layla Martínez o Miquel Ramos per a donar forma a un llibre de 90 pàgines en què s'aborda, entre altres qüestions, el canvi climàtic, els drets LGTBI o el feixisme que ve.

### Riot Propaganda
En 2013 van fer colla amb la banda de hardcore Habeas Corpus sota el nom de Riot Propaganda per fer gira i publicar un disc, United Artists of Revolution. A finals de 2015 es va anunciar que Riot Propaganda publicaria un segon disc que aparegué el 2017 amb el títol d'Agenda oculta. L'any 2018, anunciaren el seu comiat i presentaren el seu últim senzill plegats, «Mass Mierda». El seu últim concert fou al barri de Vallekas, a la festa del Partit Comunista Espanyol, l'octubre d'aquell any.

## Discografia
Fins al moment Los Chikos del Maíz han publicat dues maquetes Miedo y asco en Valencia i A D10s le pido, i cinc àlbums, Pasión de Talibanes, La Estanquera de Saigón, Trap Mirror (EP), Comanchería, David Simon (EP) i Yes future.

### Miedo y asco en Valencia(2005)
1. Intro
2. Estilo Faluya
3. El gobierno lo niega
4. Trabajador@s
5. Sonata ultravioleta
6. Sultanes del funk

### A D10s le pido(2007)
1. SOS Mc's de combate
2. A D10s le pido
3. Spain is different

### Pasión de talibanes(2011)
1. Intro
2. El de en medio de los Run DMC (se me ha aparecido en sueños)
3. Pasión de talibanes
4. Gente V.I.P.
5. Busco algun lugar (amb Jerry Coke)
6. Tesis de abril
7. Maniquís & plástico
8. La mazorka mecánica
9. Confesiones
10. Los hijos de Ivan Drago (amb Pablo Hasél)
11. Retales en mi cuaderno
12. Fear of a Mazorka Planet
13. C.O.P.$. (amb Arma X)
14. Actor secundario
15. Abierto hasta el amanecer
16. (Hidden track)

### La Estanquera de Saigón(2014)
1. Intro
2. Bobby Fischer contra Spassky
3. Tú al gulag y yo a California
4. La estanquera de Saigón (amb Habeas Corpus)
5. Vacaciones en Suiza (amb Zoo)
6. Revisionismo o barbarie
7. Pu**s y maric***s (amb Evaristo Páramos)
8. Los cuatro fantásticos (amb Jerry Coke i Charly Efe)
9. No gods, nos masters, no hipsters (amb Shotta)
10. Paraísos artificiales (amb Laura)
11. Los invisibles
12. Defensa de la alegría (amb Sen-K)
13. No somos indies con flequillo (pero tenemos derecho a sonar en Radio 3)
14. Balas y fronteras

### Trap Mirror(2016)
1. Relato Distópico
2. Black Mirror
3. La Soledad del Corredor de Fondo
4. Los Pollos Hermanos
5. Un Bolero en Berlín

### Comanchería(2019)
1. Intro
2. El extraño viaje (amb Ana Tijoux)
3. Forjado a fuego
4. Comanchería
5. No pasarán
6. Senderos de gloria (amb Kase.O)
7. Gente con clase (amb La Charli de Machete en Boca)
8. Anatomía de un asesinato (amb Monty)
9. Grupo salvaje (amb Erick Hervé i Mistah Godeh)
10. Luces de neón
11. Curar las heridas (amb Laura)
12. Sin perdón (amb Zatu de SFDK)
13. Esta ciudad es de mentira (amb David de La M.O.D.A.)
14. Libreros

### David Simon(2021)
1. Interestelar
2. No es país para viejos
3. San Paulo (amb Laura)
4. David Simon
5. Odio en las entrañas

### Yes future(2022)
1. Ecos de un futuro pasado
2. Criptobros
3. Llamaradas feat. Davish
4. A3 vibes feat Ill Pekeño & Ergo pro
5. La vida sense tu
6. Nómadas feat. Laura
7. Fiebre del viernes noche
8. Rijkaard, Gullit & Van Basten feat. Jerry coke
9. Pan y rosas feat. Isa monzó
10. New kids on the black block feat. Coopermen (space surimi)
11. El país del miedo feat. Pauliña